# Tadahiro Takayama
Tadahiro Takayama  (高山 忠洋, Takayama Tadahiro; Wakayama, 12 februari 1978) is een golfprofessional uit Japan.
Takayama begon met golf toen hij al achttien jaar was. Drie jaar later, in 1999, werd hij professional. Hij heeft vijf overwinningen op de Japan Golf Tour op zijn naam staan. Zijn beste ronde was een 63 tijdens het Casio World Open in 2002.

## Gewonnen

### Japan Golf Tour
- 2005: Token Homemate Cup
- 2006: Asia Japan Okinawa Open (gespeeld in december 2005)
- 2010: Sun Chlorella Classic
- 2011: Token Homemate Cup, Casio World Open

### Aziatische Tour
- 2005: Asia Japan Okinawa Open (gespeeld in december 2005)

### Elders
- 2001: PGA Rookie Pro Tournament
- 2002: Sankei Sports Kinki Open
- 2005: Token Homemate Cup, Japan